# Trifolium diffusum
Trifolium diffusum é uma espécie de planta com flor pertencente à família Fabaceae. 
A autoridade científica da espécie é Ehrh., tendo sido publicada em Beitr. 7: 165. 1792.
O seu nome comum é trevo.

## Portugal
Trata-se de uma espécie presente no território português, nomeadamente em Portugal Continental.
Em termos de naturalidade é nativa da região atrás indicada.

## Protecção
Não se encontra protegida por legislação portuguesa ou da Comunidade Europeia.